# Conus sieboldii
Conus sieboldii е вид охлюв от семейство Conidae. Видът не е застрашен от изчезване.

## Разпространение
Разпространен е в Китай (Джъдзян и Фудзиен), Провинции в КНР, Тайван, Филипини и Япония.